# St. Cloud, Wisconsin
St. Cloud là một làng thuộc quận Fond du Lac, tiểu bang Wisconsin, Hoa Kỳ. Năm 2006, dân số của làng này là 497 người.